# Avi Shlaim
Avi Shlaim, född 31 oktober 1945 i Bagdad i Irak, är en israelisk-brittisk historiker med irakisk-judisk bakgrund. Hans forskningsområde rör Israel, arabvärlden, sionism, antisemitism o.s.v.